# Luke Brattan
Luke Brattan (* 8. března 1990) je australsko-anglický fotbalista hrající na postu záložníka, který v současnosti hraje za anglický klub Manchester City FC.

## Klubová kariéra

### Brisbane Roar FC
Od svých 17 let byl v juniorce Brisbane Roar. Dne 12. června 2009 poprvé debutoval, byl to zápas proti Perth Glory, skončil remízou 1:1.

### Manchester City FC
Dne 26. října 2016, kdy ho propustil klub Brisbane Roar, s ním ihned podepsal čtyřletou smlouvu Manchester City.

### Bolton Wanderers FC
Hned o den později 27. října 2016 odešel na hostování do Boltonu Wanderers, nicméně o dva týdny později bylo hostování zrušeno a Luke si tedy nezahrál ani jeden zápas. 